# Ilha Kotelny
A Ilha Kotelny (em russo:  остров Котельный, óstrov Kotelni) é a ilha principal do arquipélago russo das ilhas da Nova Sibéria, no Oceano Ártico.
No arquipélago faz parte do grupo das Ilhas Anzhu situadas a norte das costas da Sibéria Oriental entre o mar de Laptev e o mar da Sibéria Oriental, a norte do estreito de Sannikov. No plano administrativo está incluída na República de Sakha (Iacútia).
Kotelny, com 11665 km², está ligada à vizinha ilha Faddeievski (em russo:  остров Фаддеевский), de 5300 km², por uma ponte de areia que foi formada ao longo dos séculos pretéritos: a Terra de Bunge (em russo:  земля́ Бу́нге), com 6100 km². O conjunto com 23200 km² faz parte das 50 maiores ilhas da Terra. A Terra Bunge é pouco elevada (8 m de altitude máxima) e fica periodicamente submersa. O ponto mais alto da ilha é o monte Malakatyn-Tas (374 m). 
A ilha tem clima polar. A estação meteorológica da costa noroeste da ilha marca uma temperatura anual média de -14,3 °C, sendo o mês mais quente Julho, com 2,5 °C, e o mais frio Janeiro com -29,8 °C. A precipitação média é de 131 mm repartidos ao longo do ano, com um ligeiro máximo em Julho e Agosto.
A superfície está coberta de gelo ou tundra. Há populações de raposa-do-ártico. Encontraram-se em Kotelny esqueletos de mamute.
A ilha foi descoberta no século XVIII por Ivan Liachov, mercador russo que procurava ossos e dentes de mamute. A vizinha ilha Faddeev foi descoberta por Iakov Sannikov em 1805, que na companhia de Matvei Gedenstrom explorou e cartografou as ilhas em 1808-1810. 